# Philosophie de la santé
La philosophie de la santé est la partie de la philosophie de la médecine consacrée à l’étude du concept de santé.